# Friedrich-Eugens-Gymnasium Stuttgart
Das Friedrich-Eugens-Gymnasium Stuttgart (kurz: FEG) ist ein 1796 als Realschule gegründetes Gymnasium im Stuttgarter Stadtbezirk Stuttgart-West.

## Geschichte
Der württembergische Herzog Friedrich Eugen von Württemberg (1795–1797) gründete das heutige „FEG“ 1796 als  realistische Abteilung des Stuttgarter Gymnasiums illustre (jetzt: Eberhard-Ludwigs-Gymnasium). In zwei Schritten, 1818 und 1832, wurde die Schule selbständig. Den Namen nach ihrem Gründer erhielt die „Realanstalt“ 1896 zur Unterscheidung, als aus ihr eine weitere Schule gleichen Typs hervorging, das heutige Wilhelms-Gymnasium.
Das „FEG“ steht mit am Anfang realistischer Schulbildung nicht nur in Württemberg. Diese lag im Interesse des städtischen Bürgertums, aber auch staatlicher Gewerbe- und Wirtschaftspolitik. Seit 1876 vergab die „Realanstalt“  ein Reifezeugnis, das zum Studium von Naturwissenschaften und an Technischen Hochschulen berechtigte, von 1900 an, wie nun alle Schulen dieses Typs im Kaiserreich, die Allgemeine Hochschulreife.
Bis lange nach 1945 führte der typische Bildungsgang vieler  „FEG“-Schüler nach dem Abitur an die Technische Hochschule Stuttgart. Manche von ihnen erlangten dort eine Professur, einige das Rektorenamt, viele wurden Architekten und Ingenieure. Die Schule leistete nicht nur dadurch einen erkennbaren Beitrag zur Herausbildung und Festigung einer technischen, naturwissenschaftlichen und ökonomischen Funktionselite in Württemberg. Ihre Schüler kamen im Kaiserreich nicht nur aus dem Großraum Stuttgart, sondern manche auch aus anderen Teilen Württembergs.
Nach dem Ersten Weltkrieg wurde das „FEG“ im zur Großstadt gewordenen Stuttgart  eine eher stadtteilbezogene Oberrealschule. 1938 erhielt sie wie fast alle Höheren Schulen im Reich die Einheitsbezeichnung „Oberschule“, die in Baden-Württemberg 1953 durch den wiederum  einheitlichen Titel  „Gymnasium“ ersetzt wurde. Bis auf den heutigen Tag pflegt sie in ihrem Unterrichtsangebot auch ihre naturwissenschaftliche und technische Tradition.

## Schulgebäude

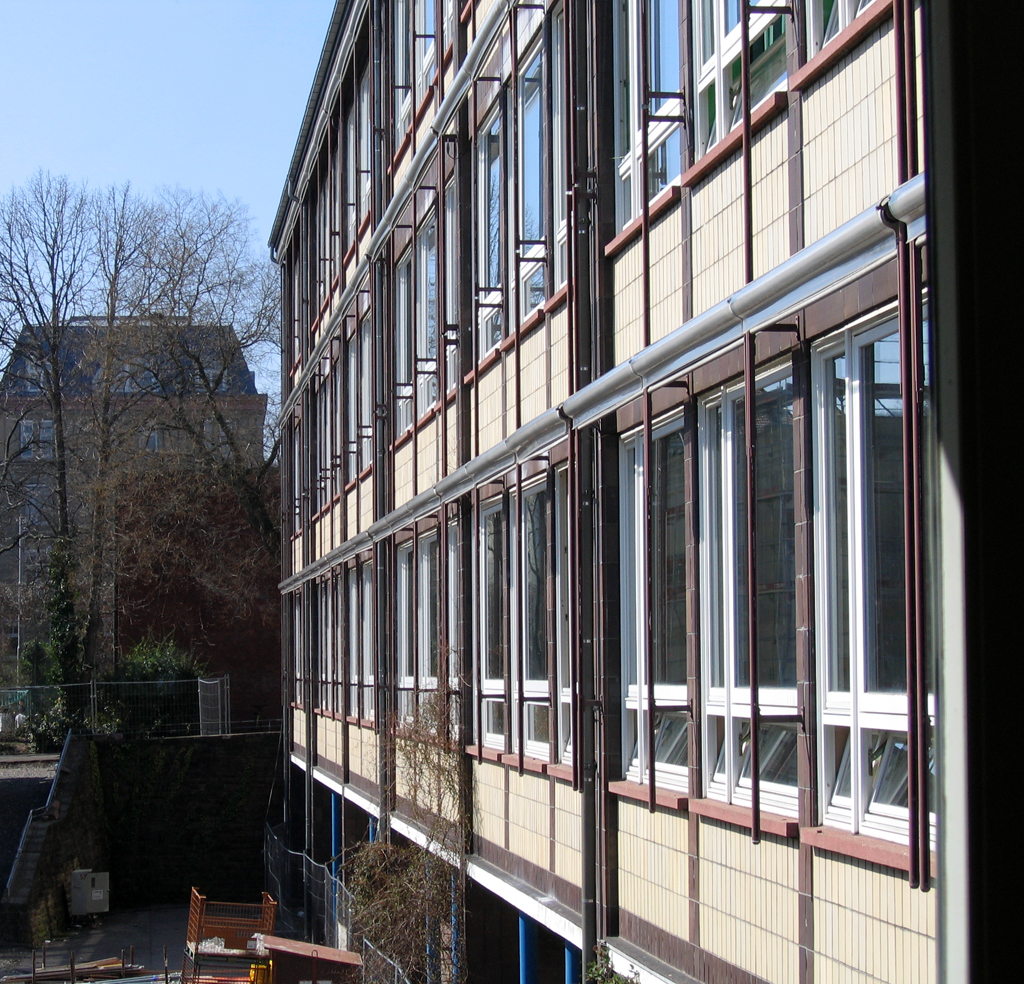
Fassade des Schulgebäudes des Friedrich-Eugens-Gymnasiums

Ein erstes eigenes Haus erhielt die Realschule 1835 in der Kanzleistraße. Da es bald nicht mehr genügend Platz bot, wurden Teile der Schule in anderen Gebäuden untergebracht.
Die 1874/75 unter Leitung Alexander von Tritschlers erbaute vierstöckige neue Realschule Ecke Lange- und Hohestr. war ein markantes innerstädtisches Gebäude. Über der Hauptecke befand sich ein turmartiger Aufbau, darin eine Sternwarte mit drehbarer Eisenkuppel. An allen vier Ecken war deutlich sichtbar die Abkürzung S.P.Q.S für Senatus Populusque Stutgardienis (= Stadtgemeinde Stuttgart) angebracht. Im September 1944 wurde das Gebäude bei einem Bombenangriff zerstört.
Das 1954 bezogene heutige Schulhaus ist der erste Stuttgarter Neubau eines Gymnasiums nach 1945. Es gilt als Beispiel innovativer innenstädtischer Schulbauten aus den 1950er Jahren und steht daher unter Denkmalschutz. Architekt war Hans Brüllmann, selbst FEG-Schüler, Professor und Rektor an der TH bzw. Universität Stuttgart.
2007 wurde auf dem Schulgelände ein einzeln stehendes, würfelförmiges „Schülerhaus“ eröffnet, in dem sich Schüler aufhalten und essen können. Es wurde von den Architekten Haag, Haffner und Stroheker entworfen.

## Bekannte ehemalige Schüler
- Willi Baumeister (1889–1955):  Maler, Malverbot in der NS-Zeit
- Hermann Bäuerle (1886–1972): Maler, Malverbot in der NS-Zeit
- Alfred Bofinger (1891–1959): erster Intendant des Süddeutschen Rundfunks
- Hans Brüllmann (1904–1975): Architekt, u. a. Bau des FEG-Schulhauses
- Paul Daimler (1869–1945): Sohn Gottlieb Daimlers, Konstrukteur, Erfinder, Manager
- Hermann Diem (1900–1975): Theologe, Rektor der Universität Tübingen.  Angehöriger der Bekennenden Kirche in der  NS-Zeit, er half bedrohten Juden.
- Eugen Eger (1887–1953): Architekt
- Alfred Fischer–Essen (1881–1950): Architekt, 1911 bis 1933 Leiter der Folkwangschule Essen, von den Nationalsozialisten abgesetzt.
- Otto Feuerlein (1863–1930): Physiker, trieb die Entwicklung der Glühlampe voran
- Wilhelm Geyer (1900–1968): Maler, Verbindung zur Weißen Rose, Gestapohaft.
- Ernst Guggenheimer (1880–1973): Architekt (u. a. neue Synagoge Stuttgart)
- Rolf Gutbier (1903–1992): Architekt und Städteplaner („Zweite Stuttgarter Schule“)
- Wilhelm Haspel (1898–1952): Vorstandsvorsitzender der Daimler-Benz AG 1942–1952
- Erwin Heinle (1917–2002): Architekt (u. a. maßgebliche Beteiligung am Bau des Stuttgarter Fernsehturms und des Landtagsgebäudes)
- Rolf-Dieter Heuer (1948): Teilchenphysiker, Generaldirektor des CERN in Genf
- Hans Holzwarth (1877–1953): Ingenieur, Erfinder der ersten marktreifen Gasturbine
- Karl Erhard Junghans (1879–1968): Ingenieur und Unternehmer
- Dennis Kaupp (1972): Autor, Journalist und Schauspieler
- Paul Kälberer (1896–1974): Maler und Radierer der Neuen Sachlichkeit, Gegner des Nationalsozialismus
- Otto Keller (1875–1931): Schriftsteller und Komponist
- Hanns Klemm (1885–1961): Flugzeugkonstrukteur und Unternehmer
- Lothar König SJ (1906–1946): Angehöriger der katholischen Gruppe des Kreisauer Kreises, war eingeweiht in den Attentatsplan vom 20. Juli 1944, entzog sich der Verhaftung in einem Versteck.
- Christian Friedrich von Leins (1814–1892):  Architekt (u. a. Königsbau Stuttgart, Johanneskirche), kgl. Hofbaumeister, Professor an der TH Stuttgart
- Max Lütze (1889–1968): Bauindustrieller, Kunstsammler (Klassische Moderne)
- Hermann Mahle (1894–1971): Unternehmer (Mahle GmbH)
- Klaus Mellenthin (1969): Fotograf
- Albrecht Leo Merz (1884–1967): Pädagoge, Schulgründer
- Friedrich Münzinger (1884–1962): Ingenieur, Kraftwerksbauer, im Vorstand der AEG
- Bola Olalowo (1971): Grünen-Politiker
- Oskar Paret (1889–1972): Archäologe und Heimatforscher
- Willy Reichert (1896–1973): Schauspieler
- Bernardin Schellenberger (1944): römisch-katholischer Theologe, Schriftsteller und Übersetzer (Abitur 1963)
- Gustav Schleicher (1887–1973): Architekt und Maler
- Siegfried Schöpfer (Abitur 1928), Meteorologe
- Gustav Wais (1883–1961): Journalist, Denkmalpfleger, Stuttgarter Heimatforscher. Berufsverbot 1942
- Reinhold Weegmann (1889–1963): Maler und Radierer
- Ferdinand Graf von Zeppelin (1838–1917): Luftschiffkonstrukteur

## Bekannte ehemalige Lehrer
- Rainer Ballreich (1930–2010): Biomechaniker, Hochschulprofessor
- Moritz Baumgartl (1934–2024): Maler, Hochschulprofessor
- Carl Cranz (1858–1945): Physiker, er trieb die Entwicklung der modernen Ballistik voran
- Johann Georg Fischer (1816–1897): populärer Dichter (Denkmal in den Hasenberganlagen)
- Kuno Fladt (1889–1977): Mathematiker und Mathematikdidaktiker
- Christian von Frisch (1807–1881): Abgeordneter in der Paulskirche 1848/49, Reichstagsabgeordneter 1871–1877, Herausgeber der Werke Joh. Keplers, Schulleiter 1862–1880
- Otto Güntter (1858–1949): Mitbegründer und Direktor des Schiller-Nationalmuseums in Marbach/Neckar
- Karl Kommerell (1871–1962): Mathematiker
- Winfried Kretschmann (* 1948): Politiker, baden–württembergischer Ministerpräsident, Referendariat am FEG 1976/77
- Gustav Schwab (1792–1850:) Schriftsteller
- Gottlob Friedrich Steinkopf (1779–1861): Maler
- Wilhelm Zimmermann (1807–1878): Theologe, Historiker, Abgeordneter in der Paulskirche 1848/49.

## Bisherige Schulleiter
- 1818–1835: Carl Christian Friedrich Weckherlin
- 1835–1858: Johann F. W. von Kieser
- 1858–1862: Christian F. Ehrhart
- 1862–1880: Christian von Frisch
- 1881–1886: Wilhelm F. von Oelschläger
- 1886–1909: Eduard von Schumann
- 1920–1927: Karl Hirsch
- 1927–1930: Hermann Müller
- 1930–1945: Theodor Weitbrecht
- 1946–1948: Karl Schmidt
- 1949–1950: Hans Kaufmann
- 1950–1964: Ulrich Reinhardt
- 1964–1975: Martin Kessler
- 1976–1999: Rolf Benz
- 1999–2002: Gerd Aulmann
- 2002–2016: Martin Dupper
- seit 2016: Stefan Wilking

## Sonstiges
Auf der Straßenseite gegenüber liegt das ebenfalls historisch bedeutsame Dillmann-Gymnasium.